# Single-Bullet-Theorie

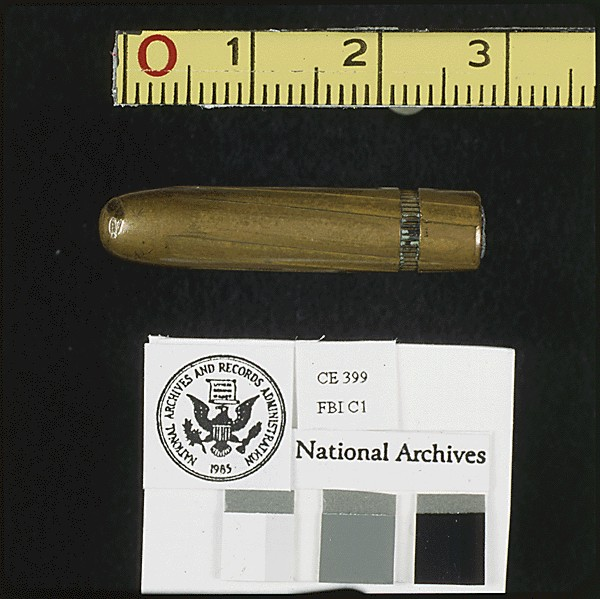
"Magische Kugel" = Commission Exhibit 399 = CE 399 Seitenansicht

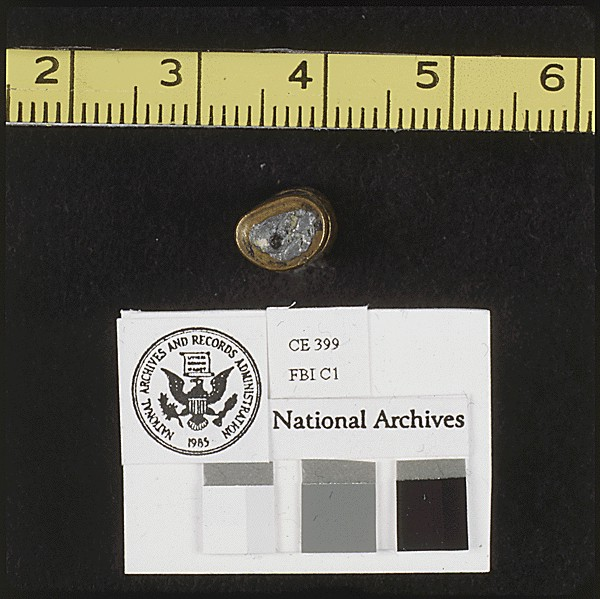
CE399 Rückansicht

Die Single-Bullet-Theorie („Eine-Kugel-Theorie“), auch als Magic-Bullet-Theorie (dt. „Theorie der magischen Kugel“) bezeichnet, besagt, dass eine einzige Kugel am 22. November 1963 beim Attentat auf John F. Kennedy die Körper sowohl des Präsidenten als auch des Gouverneurs von Texas, John Connally, durchschlug und dabei insgesamt sieben (Ein- und Austritts-) Wunden verursachte. Diese Behauptung der Warren-Kommission wird von Menschen, die glauben, Kennedy sei Opfer eines Mordkomplottes geworden, für äußerst unglaubwürdig gehalten. Sie folgen dabei der Argumentation des Staatsanwalts Jim Garrison in dem von ihm 1967 angestrengten Prozess gegen Clay Shaw.

## Die Theorie

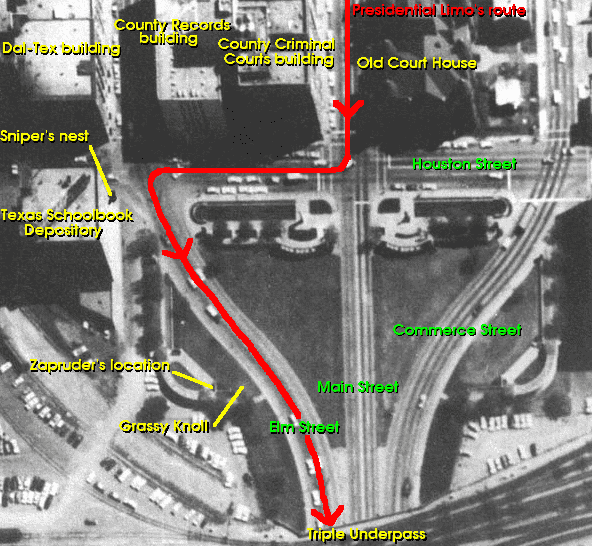
Die Dealey Plaza mit der Fahrtroute der Präsidentenlimousine

Am 22. November 1963 fuhr die Limousine mit dem Präsidenten John F. Kennedy, seiner Frau Jackie Kennedy, dem Gouverneur von Texas, John Connally, dessen Frau, dem Personenschützer Roy Kellerman und dem Chauffeur und Secret-Service-Agenten William Greer vom Flughafen Dallas Love Field durch die Innenstadt zum Dallas Trade Mart, wo Kennedy eine Rede halten wollte. Als die Limousine auf der Elmstreet Richtung Unterführung fuhr, ertönten verschiedene Schüsse. Lee Harvey Oswald soll mindestens drei Schüsse aus dem Fenster des fünften Stockwerks des Texas School Book Depository abgefeuert haben. Der erste Schuss ging angeblich daneben, der zweite jedoch traf und verursachte nach der Magic-Bullet-Theorie bei Kennedy und Connally sieben Verletzungen.

### Alte Darstellung

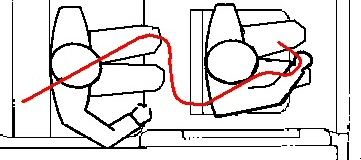
Flugbahn der Kugel nach Kritikern der alten Theorie, die zum Begriff der Magical Bullet führte

Die Kugel habe sieben Verletzungen verursacht: Sie kam von hinten oben, durchschlug zunächst Kennedys Hals, durchschlug dann Connallys Oberkörper, dann sein Handgelenk und blieb dann in seinem Oberschenkel stecken. Es wird bemängelt, dass bei dieser Flugbahn die Kugel mehrere Kurven hätte vollziehen müssen. Auch wäre es nicht möglich, dass die Kugel von einzelnen Körperteilen oder anderen Gegenständen im Fahrzeug genau so abgelenkt worden sei und dies zudem unbeschadet überstanden haben soll.

### Neue Darstellung

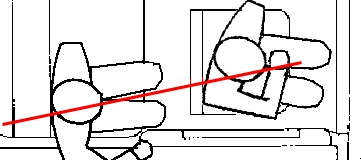
Die neue Darstellung der Flugbahn, jedoch mit nicht übereinstimmendem Ausgangspunkt der abgegebenen Kugel zur oberen Darstellung

Neue Darstellungen kommen ohne die Theorie einer abgelenkten Kugel aus. Es wurden verschiedene Korrekturen an der Theorie vorgenommen:
- Man war davon ausgegangen, dass Connally und Kennedy auf der gleichen Höhe saßen. Doch Connally saß auf einer ausklappbaren Sitzfläche, die sich ca. 5 cm tiefer befand als der Sitz des Präsidenten.
- Auch war man der Ansicht, dass Connally genau vor Kennedy saß. Doch der Notsitz, auf dem Connally saß, befand sich ca. 10 cm von der Autotür entfernt.
- Zusätzlich sei zu beachten, dass sich Connally genau in diesem Moment, in dem der Schuss fiel, nach rechts hinten gedreht hatte.

So ergibt sich, wenn man alle Verletzungen betrachtet, eine gerade Linie durch die Verletzungen und bis zum Abschussfenster im fünften Stock. Kleinere Abweichungen sind durch die damalige Rekonstruktion durchaus möglich, diese jedoch werden durch die Möglichkeit kleiner Umlenkungen des Schusses wieder abgedeckt.

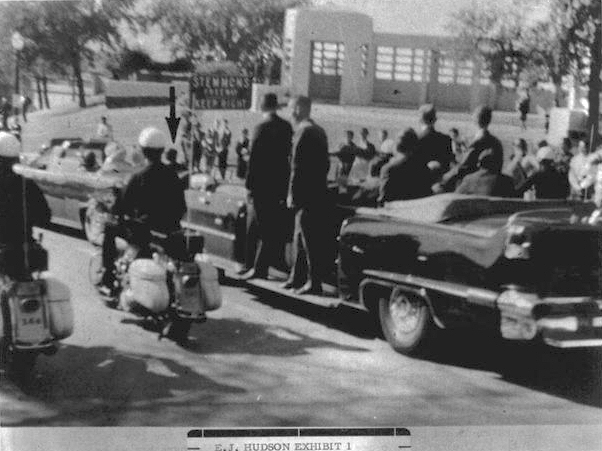
Die Limousine nach den ersten zwei Schüssen. Pfeil: Kennedy.

## Austrittswunde
Die Theorie wurde später noch massiv kritisiert. Dabei wurde unter anderem die fehlende Austrittswunde ins Feld geführt: Es war zwar am Nacken ein Schusseintrittsloch gefunden worden, jedoch vorne am Hals kein Austrittsloch. Dies könnte damit zu erklären sein, dass die Ärzte des Parkland Memorial Hospital einen Luftröhrenschnitt vornahmen – um das Leben des Präsidenten zu retten – und eine mögliche Austrittswunde dadurch nicht mehr zu erkennen war. Dem steht jedoch entgegen, dass die Parkland-Hospital-Ärzte vor dem Luftröhrenschnitt dort zwar eine Schusswunde entdeckten, jedoch keine Austrittswunde, sondern eine Eintrittswunde.
Die Behauptung, es habe sich dabei um eine Eintrittswunde gehandelt, kommt im Wesentlichen von Malcolm Oliver Perry II (1929–2009) – einem der Ärzte – aus dem Parkland Memorial Hospital, der einen Kontusionsring zu erkennen glaubte. Zu diesem Zeitpunkt, vor dem Luftröhrenschnitt, kämpfte Perry allerdings noch um das Leben Kennedys, so dass es sich mit hoher Wahrscheinlichkeit lediglich um eine oberflächliche Betrachtung handelt.
Ein Kontusionsring entsteht als Projektion der temporären Wundhöhle auf der Haut. Die temporäre Wundhöhle bildet sich, weil das Geschoss nach Auftreffen seine Energie auch radial abgibt und dementsprechend das Gewebe verdrängt. Die temporäre Wundhöhle ist damit größer als das Geschoss selbst. Da das Geschoss die Haut maximal bis zu seiner Größe zerstört, ist die Gewebszerstörung größer als die Zerstörung der Haut. Das zeigt sich als Kontusionsring.
Die temporäre Wundhöhle wird in Abhängigkeit von Kaliber und Treibladung in ihrer Größe variieren, sie wird aber immer kürzer sein, als die primäre Wundhöhle, die durch die Penetration des Geschosses entsteht. Somit zeigen sich temporäre Wundhöhlen und damit auch Kontusionsringe immer bei Einschusswunden. Die Behauptung, sie entstünden nur bei Einschusswunden, ist hingegen falsch.
Der Schuss hat lediglich Kennedys Hals durchschlagen. Bei einer so geringen Gewebstiefe zieht sich die temporäre Wundhöhle komplett durch das Gewebe. Nun bildet sich aufgrund des Aufreißens der Haut beim Ausschuss in der Regel dort dennoch kein Kontusionsring. Es sei denn, die Haut hat ein festes Widerlager, welches das Aufreißen der Haut verhindert. In diesem Fall entstehen bei Austrittswunden sogenannte Pseudo-Kontusionsringe.
Die Wunde an Kennedys Kehle befand sich exakt am Krawattenknoten. Die Kugel hat die Krawatte selbst noch durchtrennt. Damit ist die Wahrscheinlichkeit, dass Perry einen Pseudo-Kontusionsring gesehen hat und dadurch fälschlicherweise die Wunde für eine Einschusswunde hielt, sehr hoch.

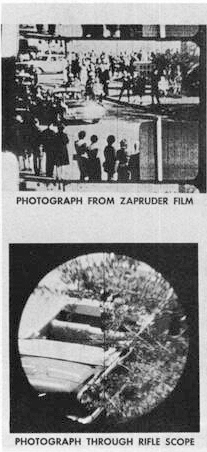
Die Limousine des Präsidenten und die Sicht eines Schützen aus dem Fenster im 5. Stock des Schulbuchlagers

## Schütze
Nach den damaligen Ermittlungen ist der Schütze Lee Harvey Oswald. Doch verschiedene Kritiker sind der Ansicht, dass er auch nur Opfer eines größeren Komplotts geworden sei. Man fand am Abschussfenster zwar drei Hülsen aus dem Gewehr Oswalds, welche aber auch von jemand anderem dort platziert worden sein könnten. Dagegen spricht wiederum, dass Oswald, als er zur Arbeit kam (er arbeitete im School Book Depository), eine Tasche mit einem länglichen Gegenstand dabei hatte. Auf Fragen, was das sei, antwortete er „eine Vorhangsstange, um die neuen Vorhänge aufhängen zu können“. Allerdings wurde im School Book Depository nie eine solche Vorhangs- oder auch Gardinenstange gefunden.